# NGC 3945
NGC 3945 је спирална галаксија у сазвежђу Велики медвед која се налази на NGC листи објеката дубоког неба.
Деклинација објекта је + 60° 40' 31" а ректасцензија 11h 53m 13,4s. Привидна величина (магнитуда) објекта NGC 3945 износи 10,5 а фотографска магнитуда 11,4. Налази се на удаљености од 22,5000 милиона парсека од Сунца. NGC 3945 је још познат и под ознакама UGC 6860, MCG 10-17-96, CGCG 292-42, IRAS 11506+6056, PGC 37258.